# جوستين ماكدونالد
جوستين ماكدونالد هو سياسي كندي، ولد في 1953. حزبياً، نشط في الحزب الليبرالي في جزيرة الأمير إدوارد ‏. وقد انتخب عضو الجمعية التشريعية لجزيرة الأمير إدوارد ‏ عن دائرة Cornwall-Meadowbank ‏ خلال فترته النيابية ‏.